# Pulau Tanahjampea
Pulau Tanahjampea är en ö i Indonesien.   Den ligger i provinsen Sulawesi Selatan, i den centrala delen av landet, 1 500 km öster om huvudstaden Jakarta. Arean är 160 kvadratkilometer.
Terrängen på Pulau Tanahjampea är lite kuperad. Öns högsta punkt är 501 meter över havet. Den sträcker sig 16,5 kilometer i nord-sydlig riktning, och 20,2 kilometer i öst-västlig riktning.
Savannklimat råder i trakten. Årsmedeltemperaturen i trakten är 24 °C. Den varmaste månaden är oktober, då medeltemperaturen är 28 °C, och den kallaste är juli, med 23 °C. Genomsnittlig årsnederbörd är 1 936 millimeter. Den regnigaste månaden är januari, med i genomsnitt 488 mm nederbörd, och den torraste är augusti, med 1 mm nederbörd.